# S/S Neva
S/S Neva var ett svenskt lastfartyg som torpederades under andra världskriget.

## Historik
Neva byggdes vid Helsingborgs varv som varvets dittills största nybygge. Ångaren kölsträcktes för varvets egen räkning, men skrovet såldes stående på varvsbädden till konsul Berhard Ingelsson för AB Transmarins räkning. Skrovet sjösattes i november 1927, erhöll namnet Neva, levererades den 12 januari 1928 och sattes i fraktfart under befäl av den kände marinmålaren, kapten C.G. Wallin. Neva som sedan våren 1940 gått utanför skagerackspärren, hade endast haft några få haverier under årens lopp. Sista gången Neva var i svenskt farvatten kolliderade hon med Ångaren Signe av Mariehamn, ett fartyg som från 1895 i många år haft sin hemort i Helsingborg. En månad efter kollisionen mellan Signe och Neva försvann Signe ur en konvoj på Nordsjön och blev borta med man och allt 19 själar.

## Torpederingen
Neva var vid torpederingen på resa från en engelsk hamn via Bristolkanalen och Irländska sjön till Reykjavik med en last av kol. Den 22 januari 1943 då fartyget befann sig i Nordatlanten, torpederades Neva och 19 man omkom, endast två man kunde räddas.
Stewarden Axel Aklundh blev en av de överlevande två. Han berättar: 
Vi gick sist i konvojen och på grund av vad vi hört om ubåtarnas härjningar gick man i ständig beredskap, sov med kläderna på och flytvästarna till hälften uppblåsta. Första delen av resan genom Bristolkanalen och Irländska sjön förflöt ganska lugnt om man bortser från ett par resultatlösa tyska flyganfall. Dessa efterlämnade dock en del splitter ombord på många av konvojens fartyg. Jag sov vid ett av flyganfallen och for upp vid detonationerna. Den 22 januari hade konvojen hunnit ganska långt upp i Nordatlanten mot Island. Klockan gick mot fyra på vintermorgonen då jag låg till kojs. Konvojen kämpade sig fram genom havets stormpiskade vattenmassor, där tyska ubåtar lurade på tillfälle att ritualmässigt förrätta nya begravningar på havens kyrkogårdar. (Dönitz hade utfärdat en order om att alla neutrala fartyg som vistades inom vissa av Nazitysklands operationszoner skulle sänkas utan förvarning.) Den tyska torpeden träffade Neva vid fyrans lucka och rev upp fartyget så att det började vattenfyllas akterifrån. Vid explosionen, som skakade hela fartyget våldsamt, rusade jag upp. min första tanke var att via lejdaren komma upp på däck. jag ändrade mig dock mitt i steget och skyndade genom salongen in i befälhavarens hytt. Kaptenen hade troligen skadats vid smällen och satt fumlande med sina strumpor och upprepade; -Var tog den Steward? ord som han mekaniskt upprepade gång på gång. Jag krängde hastigt på mig en Gensare, tog instinktivt en flaska whisky ur ett skåp och rusade upp på däck. Där såg jag att vakten och de övriga på däck redan äntrat upp i den ena livbåten och att det var omöjligt för mig att få plats i denna. Sakta lade jag ned whiskybuteljen på däck medan modet sjönk och det kändes som om allt hopp var ute.
Så firades livbåten med mina kamrater ned från däverterna. Den nådde aldrig riktigt aldrig ned i vattnet, förrän en väldig sjö vräkte den överända och alla ombordvarande försvann i vattnat och i mörkret. Neva stod nu nästan lodrätt i sjön och sjönk mer och mer. Jag var ensam och förstod att min sista stund måste vara kommen. Det var ett ögonblick som alltid kommer att vara inbränt i medvetandet i alla tider. Mina enda tankar gick till min maka och mina närmaste anförvanter. Så kastade jag mig ut i Atlanten samtidigt som Neva gick under ytan. Under några ögonblick kändes det som om jag hade hela Atlanten över mig, men trots kylan i vattnet så kände jag ingen känsla av köld. Jag erinrade mig att jag hade en flytväst på och jag naturenligt skulle kunna komma upp till ytan - vilket skedde. Väl uppe hade jag en obeskrivlig tur  då en av Nevas livflottar kom drivande rakt emot mig. Jag lyckades ta mig upp i den och tack vare flottens ljusanordning blev jag inom kort upptagen av en engelsk trålare. Massage, nedpackning i filtar och lite whisky inombords skänkte mig livet åter. I sinom tid blev jag ilandsatt i Reykjavik på Island. En av mina kamrater på Neva, matros G.E. Hammarstrand, blev också räddad. Alla andra förlorade livet.